# Geoffroi Linocier
 (novembre 2016).
Si vous disposez d'ouvrages ou d'articles de référence ou si vous connaissez des sites web de qualité traitant du thème abordé ici, merci de compléter l'article en donnant les références utiles à sa vérifiabilité et en les liant à la section « Notes et références ».
Geoffroi Linocier est un médecin et un botaniste français.
Linocier est né à Tournon au milieu du XVIe siècle. Il étudie à Paris et où il obtient son titre de médecin. En 1584, il habite à La Ferté-sous-Jouarre où il étudie la botanique. On ignore la date de sa mort mais celle-ci intervient après 1620.
On connaît de lui Les Sentences illustres des poètes lyriques, comiques et autres poètes grecs et latins (Paris, 1580), Mythologicus musarum libellus (Paris, 1583), Histoire des plantes (Paris, 1584, réédité en 1619 ou 1622), ouvrage qui est tiré de Leonhart Fuchs (1501-1566) et de Pierandrea Mattioli (1501-1577).
L’Histoire des plantes est divisée en sept parties. La première concerne l'histoire des plantes, la seconde traite des plantes aromatiques orientales, la troisième traite des animaux à quatre pattes et est tirée de l'œuvre de Conrad Gessner (1516-1565) et d'autres autres, la quatrième traite des oiseaux, la cinquième des poissons, la sixième les reptiles et la septième les usages médicaux des plantes.